# Ballet mécanique
Pour le film de Dudley Murphy et Fernand Léger, voir Ballet mécanique (film).
Ballet mécanique est l'œuvre la plus connue du compositeur américain George Antheil (1900-1959), écrite entre 1923 et 1925, avec une révision en 1953.
Dudley Murphy et Fernand Léger ont réalisé le film au titre homonyme qui devait accompagner le ballet.

## Genèse de l'œuvre
Le Ballet mécanique est un projet commun de George Antheil, un compositeur américain vivant à Paris, et des cinéastes et artistes Dudley Murphy et Fernand Léger. Bien que la partition de Antheil devait servir de bande son au film, les deux parties de l'œuvre n'ont été réunies que dans les années 1990.

## La partition
L'œuvre fut initialement écrite pour un orchestre de seize pianos mécaniques (pianolas), xylophone et percussions avant que l'ensemble ne soit étendu à d'autres instruments plus hétéroclites. Ainsi l'orchestration du Ballet mécanique devint très particulière puisque la partition comprend finalement plusieurs pianos, des timbres électriques, une hélice d'avion, un ensemble de percussions. Son inspiration est futuriste, voire dadaïste. Le terme de « ballet » est quelque peu usurpé, le compositeur n'ayant pas prévu de chorégraphie à proprement parler, sur sa musique, censée être initialement la bande sonore d'un film.
La création eut lieu le 19 juin 1926, au théâtre des Champs-Élysées avec un succès qui ne se répéta pas aux États-Unis un an plus tard.
L'œuvre se compose d'un seul mouvement et son exécution dure environ un peu plus d'un quart d'heure.

## Le film
Fernand Léger et Dudley Murphy réalisent le film Ballet mécanique en 1924, avec la participation de Man Ray à la caméra. Le film possède un titre alternatif, Charlot présente le ballet mécanique, Charlot étant le patronyme d'André Charlot, producteur de film, et devait utiliser la partition de George Antheil. Cependant, il n'y eut quasiment pas de coordination entre les différents créateurs de l'œuvre et finalement la partition ne correspondit pas au film.
Actuellement, le film et le ballet sont considérés comme étant deux œuvres distinctes.